# 테스티 케밥
테스티 케밥(튀르키예어: testi kebabı 테스티 케바브[*]) 또는 쵬레크 케밥(튀르키예어: çömlek kebabı 쵬레크 케바브[*])은 튀르키예의 케밥이다. 식당에서 테스티 케밥을 주문할 경우 케밥이 밀봉된 항아리에 담겨져서 나오며 경양식을 주문하면 포크와 나이프가 같이 나오듯, 테스티 케밥을 주문하면 망치가 같이 나온다. 식사 방법은 망치로 항아리를 깨서 그 속에 있는 케밥을 먹는 것이다.

## 조리방법
그늘에 말린 초벌 도자기 항아리에 익히지 않은 케밥을 넣은 후 찰흙으로 밀봉한다. 이후 도자기를 구우면서 케밥도 함께 구운다. 도자기가 완성되면서 케밥도 같이 요리된다.

## 이름
튀르키예어 "테스티 케바브(testi kebabı)"와 "쵬레크 케바브(çömlek kebabı)" 모두 "단지 케밥" 또는 "항아리 케밥"이라는 뜻이다. "테스티(testi)"는 전통적인 물단지, 주전자로 쓰인 토기를 부르는 말이며, "쵬레크(çömlek)" 또한 토기 단지를 부르는 이름이다. "케바브(kebabı)"는 "케밥"을 뜻하는 명사 "케바프(kebap)"에 복합 명사를 형성할 때 붙이는 접미사 "-으(-ı)"를 붙인 형태이다.

## 같이 보기
- 카잔 케밥